# Phytomyza columbinae
Phytomyza columbinae är en tvåvingeart som beskrevs av Sehgal 1971. Phytomyza columbinae ingår i släktet Phytomyza och familjen minerarflugor. Inga underarter finns listade i Catalogue of Life.